# Instituto de Ciências Biomédicas da Universidade Federal do Rio de Janeiro
O Instituto de Ciências Biomédicas (ICB) é uma unidade de ensino, pesquisa e extensão da Universidade Federal do Rio de Janeiro (UFRJ). O ICB foi criado em 1969 sob o Ato Institucional Nº 5 durante o regime militar e está localizado no prédio do Centro de Ciências da Saúde (CCS), na Cidade Universitária, Rio de Janeiro.